# Mutîn, Kroleveț
Mutîn (în ucraineană Мутин) este localitatea de reședință a comunei Mutîn din raionul Kroleveț, regiunea Sumî, Ucraina.

## Geografie
Satul Mutin este situat pe malul drept al râului Seym, în amonte de satul Kamin, la 3 km distanță, satul Bozhk este situat sub curentul de la o distanță de 3,5 km, pe malul opus - satul Novomutin și cartierul Priluzhya Konotop. Râul din acest loc se învârte, formează estuare.

## Demografie
Componența lingvistică a localității Mutîn
     Ucraineană (97,9%)
     Rusă (2,1%)
Conform recensământului din 2001, majoritatea populației localității Mutîn era vorbitoare de ucraineană (97,9%), existând în minoritate și vorbitori de rusă (2,1%).